# Raj (rejon tarnopolski)

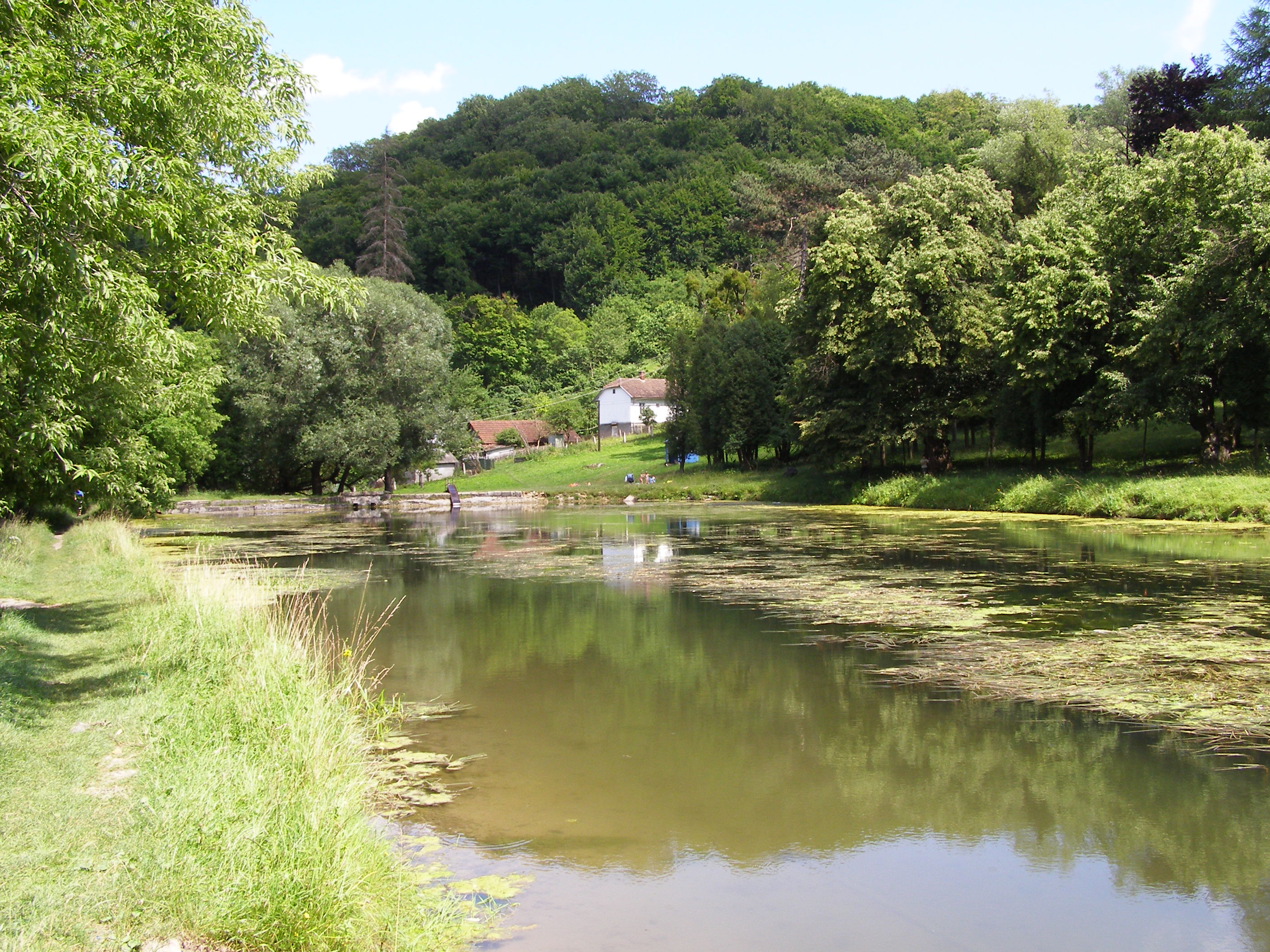
Brzeżańskie arboretum

Raj – wieś na Ukrainie, w obwodzie tarnopolskim, w rejonie tarnopolskim (do 2020 w rejonie brzeżańskim). W II Rzeczypospolitej w województwie tarnopolskim, w powiecie brzeżańskim.

## Historia
W 1709 Adam Śmigielski chcąc zrobić dywersją wojewodzie bełskiemu Adamowi Mikołajowi Sieniawskiemu (ten chciał połączyć się z wojskiem moskiewskim), uderzył na miasto Brzeżany, zniszczywszy wprzód kilka okolicznych włości i sławną siedzibę Rajem zwaną.
W okresie II Rzeczypospolitej majątek posiadał Jakub hr. Potocki, zmarły w 1934; pełnomocnikiem (plenipotentem) jego dóbr, później wykonawcą testamentu został Bronisław Czuruk, zaś drugim wykonawcą testamentu był Kazimierz Moszyński.
W czasie okupacji niemieckiej mieszkająca tutaj Ukrainka Tetiana Koncewycz wraz z córką Hanną ukrywała czworo Żydów, w tym Szimona Redlicha. W 1998 roku Instytut Jad Waszem uhonorował je za to tytułami Sprawiedliwych wśród Narodów Świata.
Urodził się tu Tadeusz Kański, właśc. Tadeusz Drohomirecki – polski aktor, reżyser oraz scenarzysta.

## Pałac
- piętrowy pałac wybudował w 1830 r. Aleksander Potocki z wykorzystaniem murów dawnego zameczku[9]. W pałacu w 1934 r. pochowany został Jakub Potocki[10].